# Казахстан на Играх исламской солидарности 2017
Казахстан на IV играх Исламской солидарности, проводившихся с 12 по 22 мая в столице Азербайджана, городе Баку, представили 32 спортсмена в пяти видах спорта.

## Медали
Обладателями золотых медалей игр в Баку стали боксёры Азат Махметов и Турсынбай Кулахмет. Серебряными призёрами стали таэквондисты Айнур Есбергенова, Алимжан Серикбаев, борцы вольного стиля Жандоса Исмаилов и Даулет Шабанбай, а также выступающая в женской борьбе Жамиля Бакбергенова. Бронзовые награды игр достались дзюдоистам Гульдане Альмуханбетовой, Еламанц Ергалиеву, таэквондистке Жансель Дениз, боксерам Куану Куатова, Султану Заурбеку, Илье Очкину, борцам вольного стиля Ильясу Жумаю, Болату Сакаеву, Мамеду Ибрагимову, Адилету Давлумбаеву, женщинам-борцам Айгуль Нуралым и Зарине Кунангараевой.